# Model de reflexió al terra de dos raigs
El model de reflexió al terra de dos raigs és un model de propagació de ràdio multicamí que prediu les pèrdues de camí entre una antena transmissora i una antena receptora quan estan en línia de visió (LOS). En general, les dues antenes tenen una alçada diferent. El senyal rebut té dos components, el component LOS i el component de reflexió format principalment per una sola ona reflectida a terra.
- El model de reflexió de terra de 2 raigs és un model de propagació simplificat utilitzat per estimar la pèrdua de camí entre un transmissor i un receptor en sistemes de comunicació sense fil, per tal d'estimar els camins de comunicació reals utilitzats. Se suposa que el senyal es propaga per dues vies:

1) Camí directe: un camí directe de línia de visió entre les antenes del transmissor i el receptor.
2) Camí reflectit: el camí pel qual el senyal es reflecteix a terra abans d'arribar al receptor.

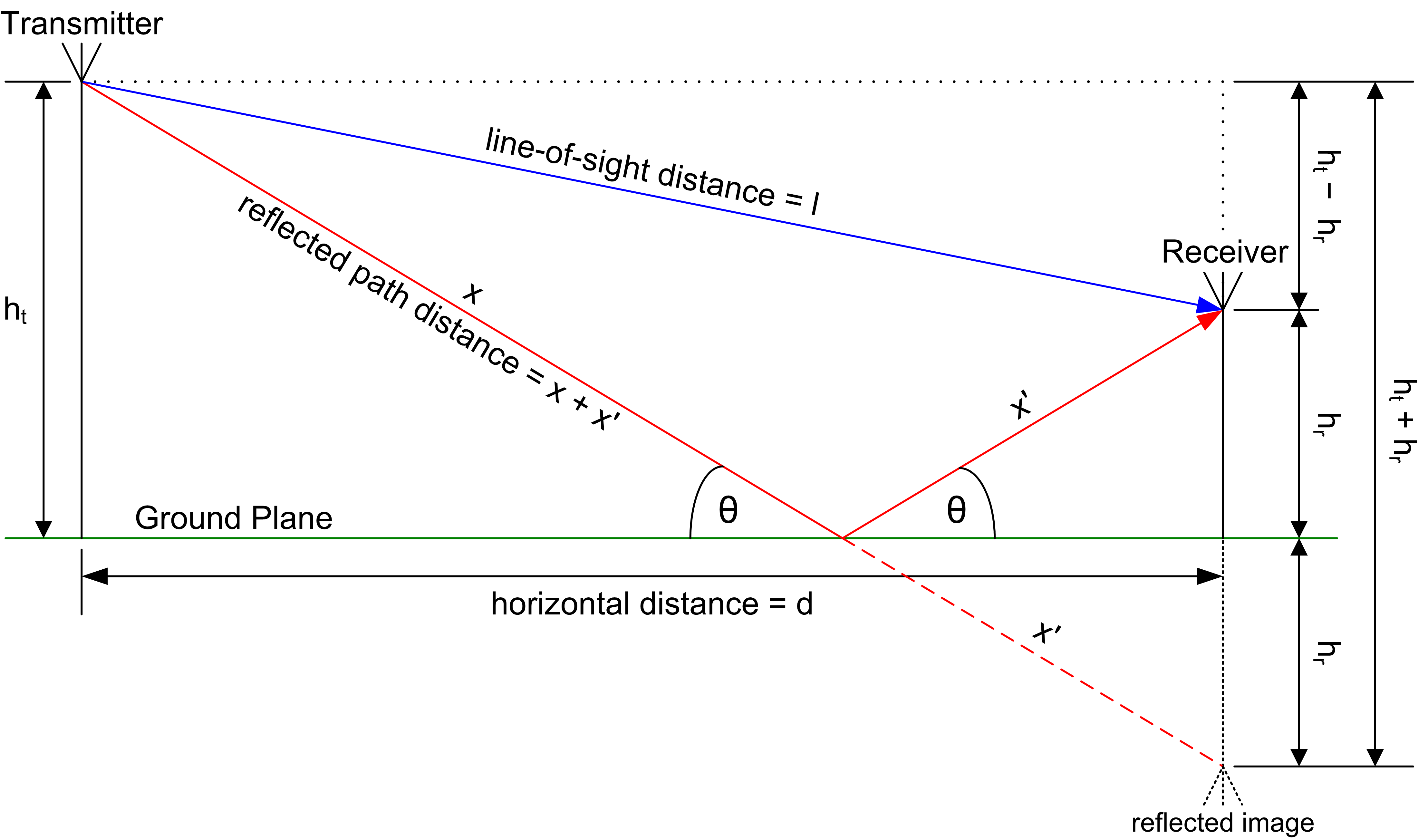
Diagrama de reflexió de terra de 2 raigs que inclou variables per a l'algorisme de propagació de reflexió de terra de 2 raigs.

## Derivació matemàtica[3][4]
A partir de la figura, el component de la línia de visió rebuda es pot escriure com
{\displaystyle r_{los}(t)=Re\left\{{\frac {\lambda {\sqrt {G_{los}}}}{4\pi }}\times {\frac {s(t)e^{-j2\pi l/\lambda }}{l}}\right\}}
i el component reflectit a terra es pot escriure com
{\displaystyle r_{gr}(t)=Re\left\{{\frac {\lambda \Gamma (\theta ){\sqrt {G_{gr}}}}{4\pi }}\times {\frac {s(t-\tau )e^{-j2\pi (x+x')/\lambda }}{x+x'}}\right\}}
on {\displaystyle s(t)} és el senyal transmès, {\displaystyle l} és la longitud del raig de línia directa de visió (LOS), {\displaystyle x+x'} és la longitud del raig reflectit pel terra, {\displaystyle G_{los}} és el guany combinat de l'antena al llarg del camí LOS, {\displaystyle G_{gr}} és el guany combinat de l'antena al llarg del camí reflectit a terra, {\displaystyle \lambda } és la longitud d'ona de la transmissió ( {\displaystyle \lambda ={\frac {c}{f}}}, on {\displaystyle c} és la velocitat de la llum i {\displaystyle f} és la freqüència de transmissió), {\displaystyle \Gamma (\theta )} és el coeficient de reflexió del sòl i {\displaystyle \tau } és el retard de propagació del model que és igual {\displaystyle (x+x'-l)/c}. El coeficient de reflexió del sòl és
{\displaystyle \Gamma (\theta )={\frac {\sin \theta -X}{\sin \theta +X}}}
on {\displaystyle X=X_{h}} o {\displaystyle X=X_{v}} segons si el senyal està polaritzat horitzontal o vertical, respectivament. {\displaystyle X} es calcula de la següent manera.
{\displaystyle X_{h}={\sqrt {\varepsilon _{g}-{\cos }^{2}\theta }},\ X_{v}={\frac {\sqrt {\varepsilon _{g}-{\cos }^{2}\theta }}{\varepsilon _{g}}}={\frac {X_{h}}{\varepsilon _{g}}}}
La constant {\displaystyle \varepsilon _{g}} és la permitivitat relativa del sòl (o, en general, el material on es reflecteix el senyal), {\displaystyle \theta } és l'angle entre el terra i el raig reflectit tal com es mostra a la figura anterior.
A partir de la geometria de la figura, s'obté:
{\displaystyle x+x'={\sqrt {(h_{t}+h_{r})^{2}+d^{2}}}}
i
{\displaystyle l={\sqrt {(h_{t}-h_{r})^{2}+d^{2}}}}
Per tant, la diferència de longitud de camí entre ells és
{\displaystyle \Delta d=x+x'-l={\sqrt {(h_{t}+h_{r})^{2}+d^{2}}}-{\sqrt {(h_{t}-h_{r})^{2}+d^{2}}}}
i la diferència de fase entre les ones és
{\displaystyle \Delta \phi ={\frac {2\pi \Delta d}{\lambda }}}
La potència del senyal rebut és
{\displaystyle P_{r}=E\{|r_{los}(t)+r_{gr}(t)|^{2}\}}
on {\displaystyle E\{\cdot \}} indica el valor mitjà (al llarg del temps).

## En unitats logarítmiques
En unitats logarítmiques : {\displaystyle P_{r_{\text{dBm}}}=P_{t_{\text{dBm}}}+10\log _{10}(Gh_{t}^{2}h_{r}^{2})-40\log _{10}(d)}
Pèrdua del camí : {\displaystyle PL\;=P_{t_{\text{dBm}}}-P_{r_{\text{dBm}}}\;=40\log _{10}(d)-10\log _{10}(Gh_{t}^{2}h_{r}^{2})}

## Potència vs característiques de distància
Quan la distància {\displaystyle d} entre les antenes és inferior a l'alçada de l'antena de transmissió, s'afegeixen dues ones constructivament per obtenir una potència més gran. A mesura que augmenta la distància, aquestes ones s'acumulen de manera constructiva i destructiva, donant regions d'esvaïment amunt i avall. A mesura que la distància augmenta més enllà de la distància crítica {\displaystyle dc} o primera zona de Fresnel, la potència cau proporcionalment a una inversa de la quarta potència {\displaystyle d}. Es pot obtenir una aproximació a la distància crítica fixant Δφ a π com a distància crítica a un màxim local.